# Kotkansaari (ö i Södra Savolax)
Kotkansaari är en ö i Finland. Den ligger i sjön Puruvesi och i kommunen Nyslott i  landskapet Södra Savolax, i den sydöstra delen av landet, 290 km nordost om huvudstaden Helsingfors. Öns area är 3,2 hektar och dess största längd är 310 meter i nord-sydlig riktning.